# The Chordettes
The Chordettes fue un cuarteto femenino de pop que cantaban generalmente a capela, especializado en la música popular tradicional. Fueron uno de los grupos vocales de más larga duración, con inicio en la corriente principal del pop y armonías vocales de la década de 1940 y principios de 1950. En 2001 fueron incluidas en el Salón de la Fama de los Grupos Vocales.

## Biografía

### Comienzos
El grupo se crea en 1946 en Sheboygan, Wisconsin, formado originalmente por Janet Ertel (21 de septiembre de 1913 - 4 de noviembre de 1988), Carol Buschmann, su hermanastra, Dorothy Schwartz y Jinny Osborn (o Jinny Lockard) (25 de abril de 1928 - 19 de mayo de 2003). En 1952 Lynn Evans sustituirá a Schwartz y en 1953, Margie Needham sustituye a Osborn, cuando iban a ser madres, aunque esta última regresó más tarde al grupo. Nancy Overton (6 de febrero de 1926 - 5 de abril de 2009) también perteneció al grupo en un momento posterior.
Originalmente cantaban música popular al estilo de The Weavers, pero con el tiempo cambiaron a un estilo de armonización del tipo conocido como barbershop o close harmony.

### Carrera
Arthur Godfrey descubrió al grupo en su programa de radio Arthur Godfrey's Talent Scouts, pasando a ser fijas durante los años 1950 y 1954. En 1953, el director musical de Godfrey y director musical, Archie Bleyer, funda la compañía Cadence Records que realizaría grabaciones de los cantantes y grupos que habían pasado por el programa, incluidas The Chordettes.
Su primer gran éxito fue Mister Sandman en 1954, del que se vendieron más de un millón de copias. A este éxito le siguieron otros muchos durante los años 1950 y 1960, a menudo con versiones de canciones de Música rock y R & B. "Eddie My Love" (1956) "Lollipop" (1958) "Zorro" (1958) "Never On Sunday" (1961) el cual es considerado su último éxito.
Cambios en el grupo y la pérdida del éxito las hizo desaparecer, aunque en los años 1990 el grupo reaparece con Lynn Evans, Nancy Overton y su hermana Jean Swain, más Doris Alberti, en una serie de conciertos con Eddy Arnold. De esta gira existe una grabación en casete de un concierto en vivo en Branson, Misuri.

## Discografía parcial

### Sencillos
- "Mister Sandman" (1954)
- "Teenage Goodnight" (1956)
- "Lay Down Your Arms" (1956)
- "The Wedding" (1956)
- "Born to Be with You" (1956)
- "Eddie My Love" (1956)
- "Just Between You And Me" (1957)
- "Soft Sands" (1957)
- "Lollipop" (1958)
- "Zorro" (1958)
- "A Girl's Work Is Never Done" (1959)
- "No Other Arms, No Other Lips" (1959)
- "Faraway Star" (1961)
- "Never On Sunday" (1961)

### Álbumes
- Mr. Sandman / I Don't Want to See You Crying (1954)